# Flaach
Flaach (gzu. Flòòch) – miejscowość i gmina (Politische Gemeinde) w północnej Szwajcarii, w kantonie Zurych, w okręgu (Bezirk) Andelfingen. Leży nad rzekami Thur oraz Ren.
Gmina została utworzona w 1044 roku jako Flacha, aczkolwiek najstarsze ocalałe dokumenty datują na 1347 rok.

## Demografia
We Flaach mieszkają 1474 osoby. W 2021 roku 17,3% populacji gminy stanowiły osoby urodzone poza Szwajcarią.

W 2000 roku 91,6% populacji mówiło w języku niemieckim, 2,4% w języku serbsko-chorwackim, a 2,2% w języku albańskim.